# 米塔
《米塔》是一款由俄罗斯独立游戏团队AIHASTO开发的带有恐怖元素的冒险游戏。最初于2023年8月18日在Steam平台上发布演示Demo，并在2024年12月11日发售，截至2025年1月31日，此游戏销量已接近300万。

## 玩法
游戏的設定是在一個房間裡，游戏开始，玩家在他自己的手機上下载的一款游戏，于游戏中的女主角米塔进行互动。在一開始，游戏提供了一种2D平面的遊戲环境。但随着时间的推移，在游戏进行到第37天时，米塔提出要和玩家见面，而当玩家抬头时，米塔就出现在玩家的身边，于是就有了一系列的故事。
当玩家尝试打开疯狂米塔衣柜，疯狂米塔会拦截。会让主角选择留下来还是离开，当完成了选项下的所有条件后可选择留下，后面疯狂米塔会打两个响指，游戏变为2D平面画风。后面会回到起始界面并解锁和平模式菜单，點击菜单提示和平模式正在开发中。